# Těšetice (Morávia do Sul)
Těšetice é uma comuna checa localizada na região de Morávia do Sul, distrito de Znojmo.